# Konttivaara
Konttivaara är en kulle i Finland.   Den ligger i den ekonomiska regionen  Tornedalens ekonomiska region  och landskapet Lappland, i den norra delen av landet, 800 km norr om huvudstaden Helsingfors. Toppen på Konttivaara är 261 meter över havet.
Terrängen runt Konttivaara är huvudsakligen platt. Runt Konttivaara är det mycket glesbefolkat, med 2 invånare per kvadratkilometer.